# Gaspar de Lemos
Gaspar de Lemos je portugalski istraživač iz 15. stoljeća. 
Bio je kapetan jednog od brodova flote kapetana Pedra Álvaresa Cabrale koja je otkrila Brazil. Po otkriću Brazila, poslan je natrag kako bi donio vijesti kraljevskoj obitelji i na povratku je otkrio otočje Fernando de Noronha. Poznat je i kao istraživač koji je pronašao zaljev Guanabara i krstio Zaljev Svih Svetih i Rio de Janeiro.